# فوديج (بنستان)
فودیج (بالفارسية: فودیج) هي قرية تقع في إيران في قسم بنستان الريفي. يقدر عدد سكانها بـ 56 نسمة بحسب إحصاء 2016.